# Polieterimida
La polieterimida (nom comercial Ultem, General Electric Plastic, EUA) és un polímer de la família dels termoplàstics. Es troba entre els polietersulfones i els poliamides i polifluorcarbons. Deriva de la molècula de N-fenil-4-nitroftalimida i la sal disòdica bifenol A. Per a la seva obtenció, es porten a terme diverses condensacions i fusions policondensades amb una diamina aromàtica en un extrusor ventilat a temperatures entre 200 i 290 °C. La policondensació s'accelera amb el catalitzador: NaCl o Fe₂(SO₄)₃. S'usen per a carcasses d'interruptors d'alta tensió, connectors, components del forn microones, flux tires de soldadura resistents terminals, components de transmissió, pistons i parts del cilindre de fre, carcasses de carburador, fars, campanes de seguretat de les aeronaus, clips de cinturó de seguretat, cables, rodaments, engranatges, paletes per a bombes.

## Propietats
- Molt alta resistència (fins i tot quan no està reforçat).
- Alta rigidesa i duresa.
- Alta temperatura de distorsió tèrmica.
- Alta temperatura de servei (170 °C).
- Gran resistència dielèctrica.
- Les seves propietats dielèctriques romanen gairebé constants en un ampli interval de temperatura i freqüència.
- Transparent, color ambre.
- Baix coeficient d'expansió tèrmica.
- Alta resistència als productes químics i la hidròlisi.
- Alta resistència a la intempèrie.
- Alta resistència a la iradiació.
- Baixa inflamabilitat (V-0-0,76 mm) i de baixa emissió de fums.
- Processabilitat econòmica.

### Propietats mecàniques
El comportament a curt termini a baixa velocitat de deformació: l'estructura del polieterimida dona lloc a una molt alta resistència i rigidesa. Temperatures de transició: l'alta rigidesa i bona estabilitat dimensional a temperatures elevades. Elevada temperatura de transició vítria (217 °C) i graus de desenvolupament elevats (230 °C) en la gamma 6000. Comportament de fluència sota tensió uniaxial: l'alt nivell de les propietats mecàniques es manté fins i tot en l'exposició prolongada a temperatures elevades. Comportament a alta velocitat de deformació: el material no reforçat posseeix una força d'impacte adequada, tot i que és susceptible al tall, com la seva resiliència, relativament baixa, indica.
Comportament sota vibracions: el límit de fatiga de graus de l'Ultem correspon a la dels termoplàstics en general. La fricció i el desgast: el grau de l'Ultem 4000 és particularment adequat per a aplicacions que requereixen una alta resistència al desgast, per exemple, coixinets i bombes rotatives de paletes.

### Propietats tèrmiques
El baix coeficient d'expansió lineal facilita el muntatge amb materials metàl·lics.

### Propietats elèctriques
Les propietats dielèctriques són favorables i l'alta resistivitat de volum de polieterimides són constants en una àmplia gamma de temperatures. Amb prou feines es veuen afectats per influences del medi ambient. Aquesta propietat és important per a les aplicacions electròniques o per als components per microones. S'utilitza en aplicacions en què el material ha d'absorbir el mínim possible d'energia elèctrica en forma de calor.

### Propietats químiques
Resistència a productes químics: PEI és molt resistent als àcids minerals i solucions salines, solucions aquoses alcalines (pH <9), anticongelant, lubricants d'automòbils i d'aviació, combustibles i productes de neteja, alcohols, tetraclorur de carboni i èter. Té limitada la resistència a les cetones. No és resistent a cloroform, acetat d'etil, MEK, tricloroetà i diclorur de metilè. PEI és molt resistent a la hidròlisi.
Esquerdament per tensió: com tots els materials resistents a les altes temperatures, el polieteramida només té una resistència limitada a l'esquerdament per tensió. Els graus reforçats amb fibra de vidre són superiors a graus no reforçats. Inflamabilitat: el foc dels PEI és bo. En incidents de foc, polieterimida emet només una petita quantitat de fum. Els gasos de combustió contenen principalment CO, CO2 i aigua. La toxicitat dels gasos de fum és similar als de la fusta.